# Steven van Es
Steven van Es (Apeldoorn, 13 januari 1986) is een Nederlands voetballer. Hij stond onder contract bij AGOVV Apeldoorn.

## Statistieken
| Seizoen | Club            | Land      | Competitie     | Wed. | Goals |
| ------- | --------------- | --------- | -------------- | ---- | ----- |
| 2005/06 | AGOVV Apeldoorn | Nederland | Eerste divisie | 1    | 0     |
| 2006/07 | AGOVV Apeldoorn | Nederland | Eerste divisie | 18   | 0     |
| 2007/08 | AGOVV Apeldoorn | Nederland | Eerste divisie | 0    | 0     |
| Totaal  | Totaal          | Totaal    | Totaal         | 19   | 0     |